# Louise von Alten
Louisa Frederica Augusta Cavendish, duchessa di Devonshire, in precedenza Louisa Montagu, duchessa di Manchester, nata Luise Fredericke Auguste, Gräfin von Alten (Hannover, 15 giugno 1832 – Esher Park, 15 luglio 1911), è stata una nobildonna tedesca naturalizzata britannica.

## Biografia
Nata ad Hannover, in Germania, Louise era figlia di Karl Franz Viktor, Graf von Alten, e di sua moglie, Hermine von Schminke, figlia del Ministro di Stato Elettorale dell'Assia Friedrich Christoph von Schminke.

## Matrimoni

### Primo matrimonio
Il 22 luglio 1852 sposò ad Hannover il Visconte Mandeville, figlio maggiore del VI Duca di Manchester. Egli succedette a suo padre come Duca di Manchester l'8 agosto 1855, e Louisa diventò Duchessa di Manchester. La coppia ebbe cinque figli:
- George Montagu, VIII duca di Manchester (17 giugno 1853-18 agosto 1892)[3];
- Lady Mary Louisa Elizabeth Montagu (27 dicembre 1854-10 febbraio 1934)[3], sposò in prime nozze William Douglas-Hamilton, XII duca di Hamilton, ebbero una figlia, e in seconde nozze Robert Forster, non ebbero figli;
- Lady Louisa Beatrice Augusta Montagu (17 gennaio 1856-3 marzo 1944)[3], sposò Archibald Acheson, IV conte di Gosford, ebbero cinque figli;
- Lord Charles William Augustus Montagu (23 novembre 1860-10 novembre 1939)[3], sposò Mildred Cecilia Harriet Sturt, non ebbero figli;
- Lady Alice Maude Olivia Montagu (15 agosto 1862-23 luglio 1957)[3], sposò Edward Stanley, XVII conte di Derby, ebbero tre figli.

Fu nominata Mistress of the Robes della Regina il 26 febbraio 1858, e rimase in quell'ufficio fino alla caduta del governo di Edward Geoffrey Smith Stanley l'11 giugno 1859.

### Secondo matrimonio
Il Duca di Manchester morì a Napoli il 22 marzo 1890, e il 16 agosto 1892 alla Christ Church, Mayfair, la sessantenne Duchessa Vedova di Manchester sposò Spencer Cavendish, VIII duca di Devonshire, che era innamorato di lei da anni. Diventò così Duchessa di Devonshire; qualche volta le viene dato il nomignolo di "The Double Duchess".

## Morte
Vedova per la seconda volta il 24 marzo 1908, morì dopo una convulsione al Sandown Races a Esher Park, Surrey il 15 luglio 1911, all'età di 79 anni, e fu sepolta a Edensor, Derbyshire.

## Galleria d'immagini

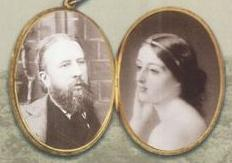
Louisa e l'VIII Duca di Devonshire in una miniatura ottocentesca
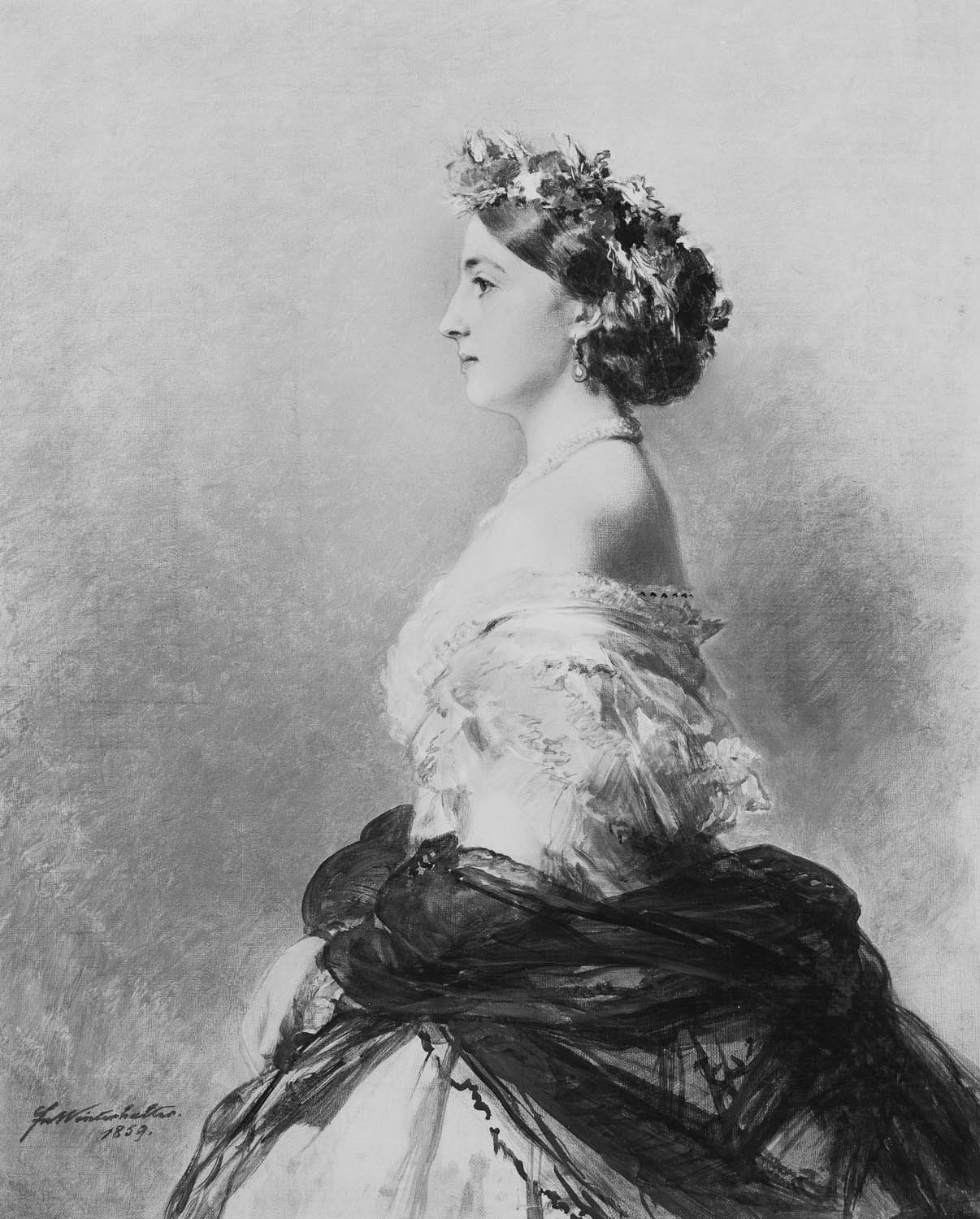
Ritratto di Louisa, duchessa di Manchester Franz Xaver Winterhalter, Royal Collection (1858)
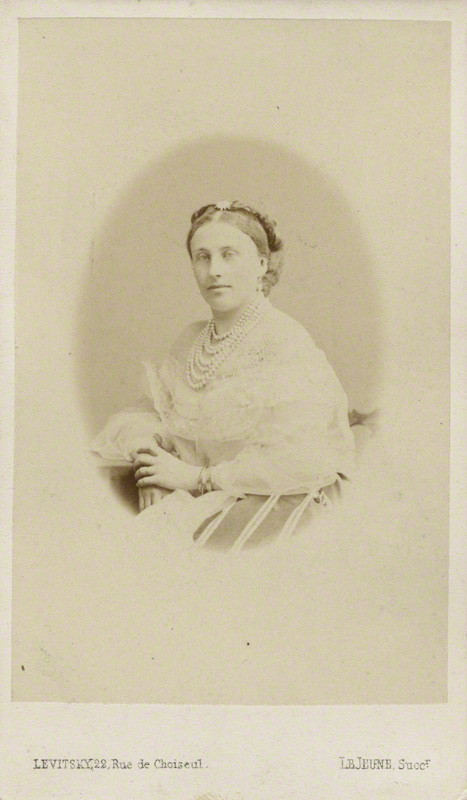
Una fotografia di Louisa Montagu
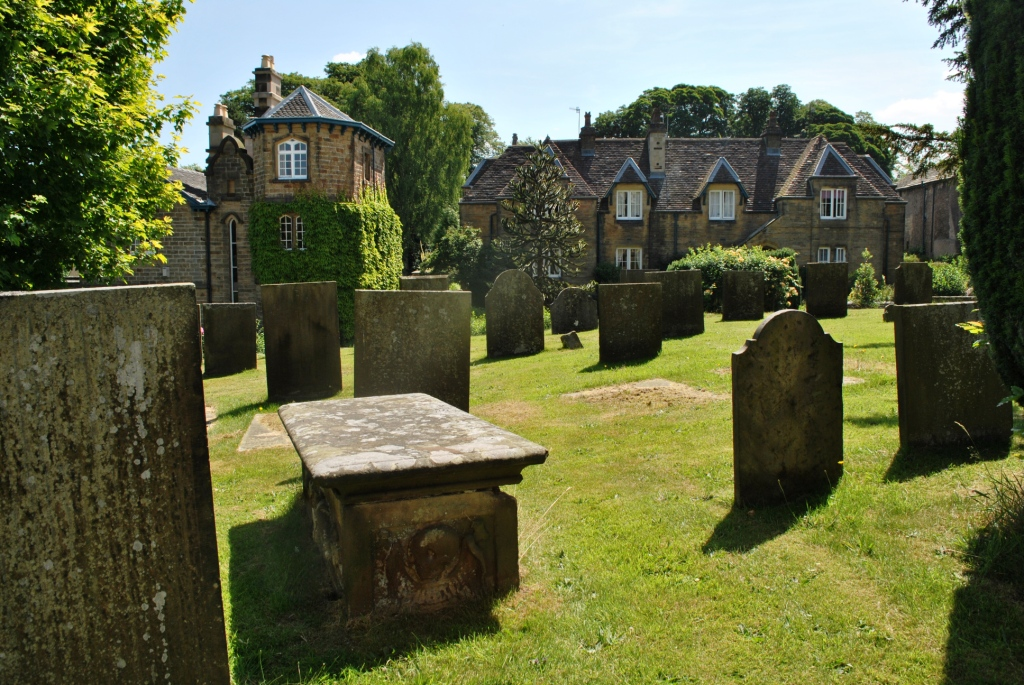
Il cimitero della Chiesa di San Pietro a Edensor, Derbyshire.
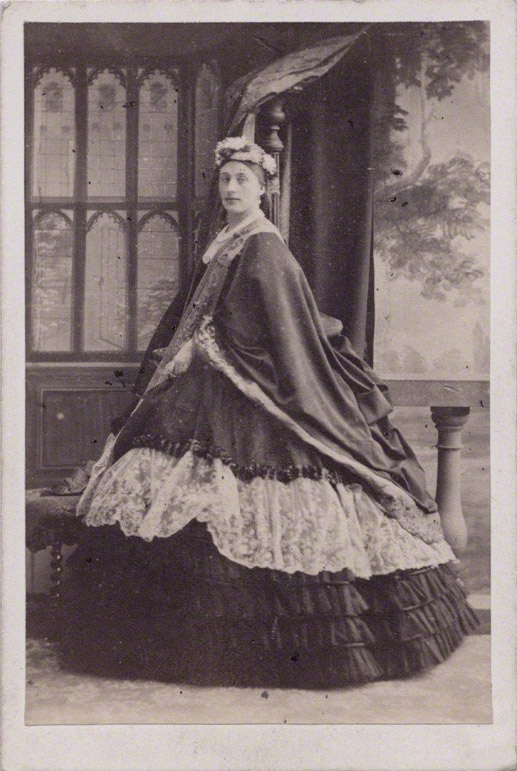
Louise von Alten in giovane età